# Distretto di Shahristan
Il distretto di Shahristan è un distretto dell'Afghanistan appartenente alla provincia del Daikondi. Viene stimata una popolazione di 33 542 abitanti (stima 2016-17).